# 横関英一
横関 英一（よこぜき ひでいち、1900年（明治33年）11月11日 - 1976年（昭和51年）1月16日）は日本の地図考証家。江戸、東京の名のある坂道について研究し、『江戸の坂 東京の坂』を著した。

## 経歴
1900年（明治33年）11月11日、埼玉県入間郡川越町（現・川越市）で肥料商の家に生まれた。1924年（大正13年）早稲田大学商学部卒業、同年東京府立第五中学校（現・東京都立小石川中等教育学校）に事務職として勤務した。大学時代から文学に凝り、私小説を著した。1929年（昭和4年）に結婚した時にはすでに坂に熱中しており、江戸地誌、切絵図、陸軍参謀本部地図を持って坂を渡り歩いた。1937年（昭和12年）、真山青果の研究助手となり、演劇の時代考証を手伝う傍ら、『浮世絵界』誌上に江戸の坂等について記事を発表した。
1944年（昭和19年）軍に召集され、小笠原諸島に渡った。復員後、府立五中に復職、1956年（昭和31年）東京都立目黒高等学校に転職し、1949年（昭和24年）事務長となった。青果監修の『古板江戸図集成』『集約江戸絵図』編集に参加した。
1970年（昭和45年）、江戸、東京の名のある坂について由来や比定地を考証した成果を『江戸の坂 東京の坂』に発表した。坂道についての本格的な研究は服部銈二郎の卒業論文他に類を見ないものだった。この書は世間に坂道ブームを巻き起こし、1976年（昭和51年）には宮中歌会始の題に「坂」が採用された。
晩年には、古代の坂名が残る奈良県を中心とした関西や、坂名に古い名称や訛りが残る山形県の調査を行い、日本の坂の研究を志したが、『続江戸の坂 東京の坂』出版直後、持病の痛風が悪化し、1976年（昭和51年）1月16日、動脈血栓症で死去した。

## 著作
- 「江戸の坂とその絵」『浮世絵界』第2巻第3号、浮世絵同好会、1937年3月
- 「江戸と富士」『浮世絵界』第2巻第6号、浮世絵同好会、1937年6月
- 「江戸の坂（一）」『浮世絵界』第2巻第9号、浮世絵同好会、1937年9月
- 「江戸の坂（二）」『浮世絵界』第2巻第11号、浮世絵同好会、1937年11月
- 「江戸の坂（終）」『浮世絵界』第2巻第12号、浮世絵同好会、1937年12月
- 「寺院の移転と江戸の範囲との関係」『浮世絵界』第3巻第7号、浮世絵同好会、1938年7月
- 「写本の誤り」『浮世絵界』第5巻第12号、浮世絵同好会、1940年12月
- 「文政時代の生活費」『文芸日本』第1号、文学と美術社、1939年6月
- 『江戸の坂 東京の坂』有峰書店、1970年
  - 『続江戸の坂 東京の坂』、有峰書店、1975年
  - 『江戸の坂 東京の坂』有峰書店、1976年（改訂増補版）
  - 『江戸の坂 東京の坂』＜中公文庫＞、中央公論社、1981年
  - 『続江戸の坂 東京の坂』＜中公文庫＞、中央公論社、1982年
  - 『江戸の坂 東京の坂（全）』＜ちくま学芸文庫＞、筑摩書房、2010年
- 「坂と地名と絵図」『学燈』第67巻第4号、丸善、1970年4月
- 「江戸の坂ところどころ」『財界展望』第14巻第6号、財界展望新社、1970年6月
- 「銀座三百年」『銀座百点』第188号、銀座百店会、1970年7月
  - 「銀座三百年」『月刊古地図研究』第15号、日本古地図学会、1971年5月
- 校注：藤原之廉撰『江府名勝志』、有峰書店、1972年
- 「江戸絵図の変遷について」『学燈』第72巻第12号、丸善、1975年12月